# فرودگاه وینرایت (آلاسکا)
فرودگاه وینرایت (آلاسکا)  (به انگلیسی: Wainwright Airport (Alaska))  یک فرودگاه همگانی باربری با کد یاتا AIN است که یک باند فرود شن دارد و طول باند آن ۱۳۷۰ متر است. این فرودگاه در  کشور ایالات متحده آمریکا قرار دارد و در ارتفاع ۱۲ متری از سطح دریا واقع شده است.